# MS Djakarta
MS Djakarta – drobnicowiec typu B-54 należący do Polskich Linii Oceanicznych. 
Pływał na linii wschodnioazjatyckiej. Jego pierwszym kapitanem był Edmund Wichrowski. W latach 1967–1975 uwięziony na Wielkim Jeziorze Gorzkim wskutek zablokowania w czasie wojny sześciodniowej Kanału Sueskiego (wraz z innym polskim statkiem, MS Bolesław Bierut).
W 1975 roku został sprzedany armatorowi greckiemu, otrzymał nazwę „Manina III”. 30 marca 1981 wszedł na skały koło wyspy Kinaros i zatonął bez strat w ludziach. 